# デンソーテン
株式会社デンソーテン（英: DENSO TEN Limited）は、デンソーグループの電機メーカー（連結子会社）。カーナビゲーション、カーオーディオの大手メーカーの一つで、純正オーディオも手がける。トヨタ自動車とも資本関係が深い。
かつての商号は富士通テン株式会社（ふじつうテン）で、富士通グループに属していた。さらにその源流は川西機械製作所や神戸工業株式会社にさかのぼる。

## 主力製品・事業

### 消費財
消費財としては、ECLIPSE（イクリプス）ブランドで展開されている。
- カーナビゲーション - 「AVN（Audio, Visual, Navigationの頭文字から命名）」シリーズとして販売。タイプは1DIN、2DINの2種類
- カーオーディオ - 2024年現在、自社製品はカーナビゲーションとの一体型や、動画再生にも対応したディスプレイオーディオのみ市販市場向けに販売し、従来型のオーディオ単体品は兄弟会社のデンソーソリューションが他社製品を取次販売している。
- スピーカシリーズ - ホームスピーカ含む。
- 車載用カメラ - 富士通ゼネラルのOEM
- ドライブレコーダー

### 生産財
- 各自動車メーカー純正品（カーナビ、サウンドシステム等）
- ミリ波レーダー
- エンジン・エアバッグ制御ECU
- トランスミッション制御ECU
- ハイブリッド専用ECU
- バッテリーマネジメントECU
- 電動パワーステアリング制御ECU
- タクシー用自動配車システム
- 業務用ドライブレコーダー

## 主要事業所
- 本社 -〒652-8510 神戸市兵庫区御所通1丁目2-28

## 沿革

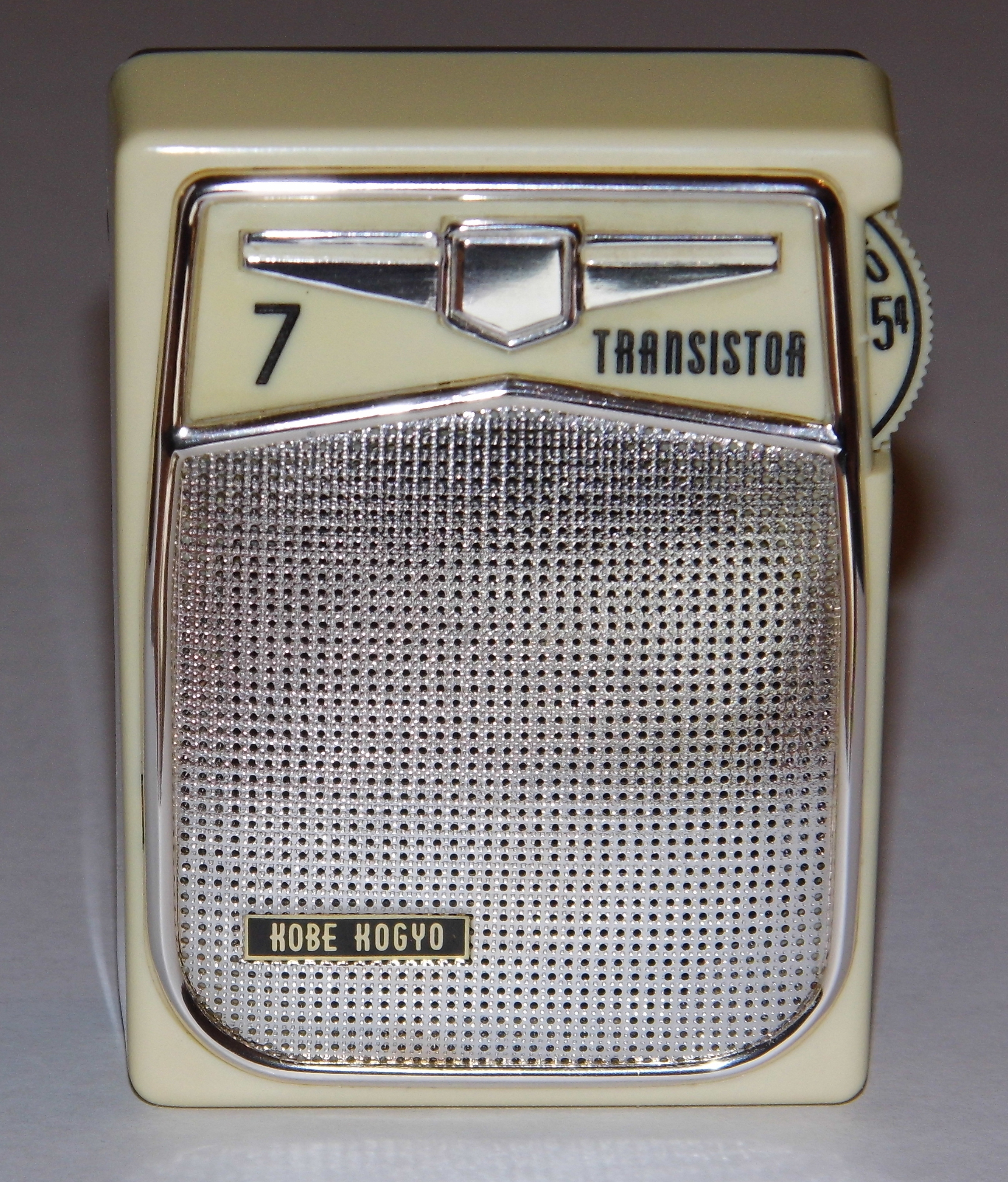
神戸工業製のラジオ

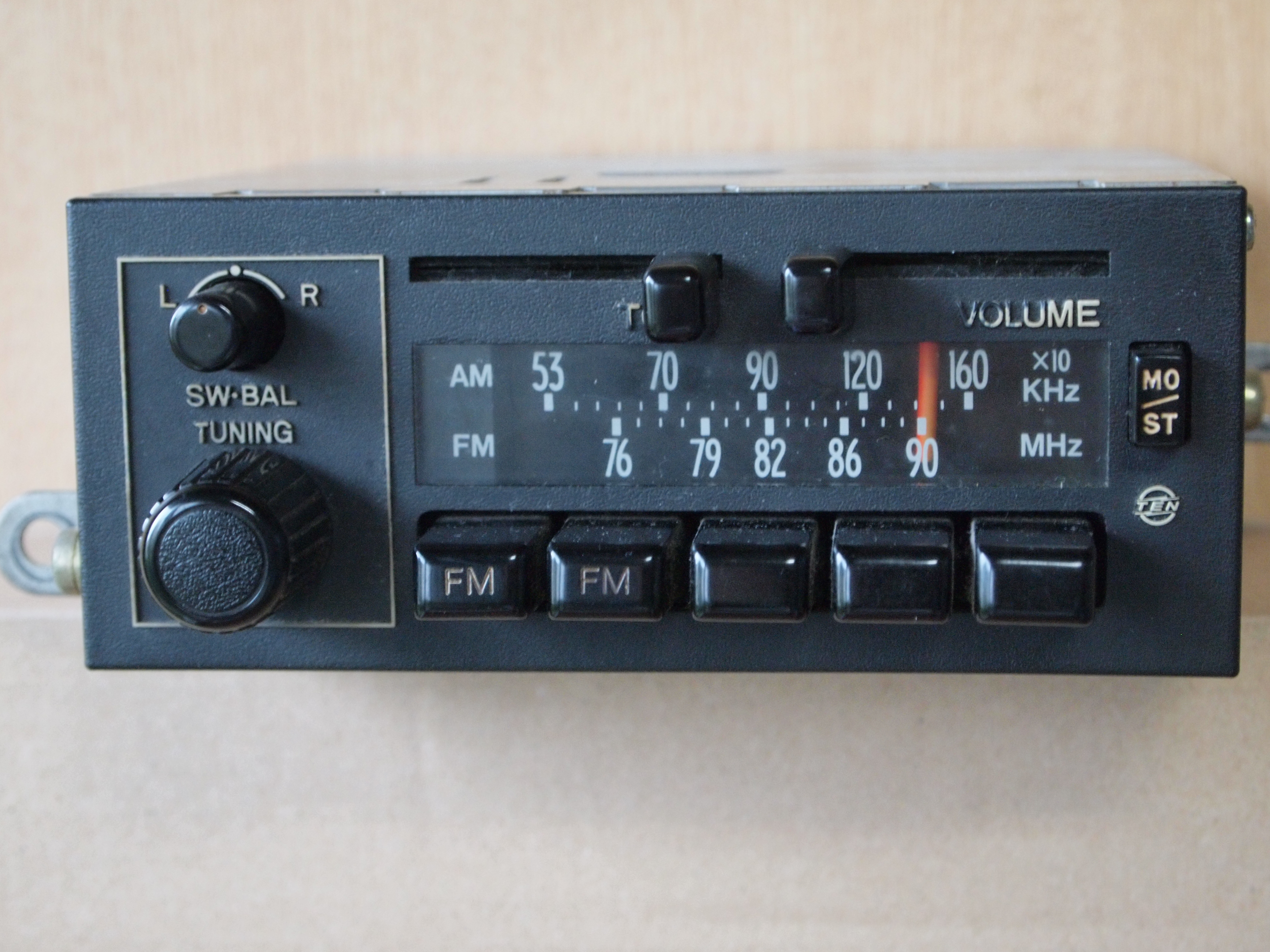
TENブランドのカーラジオ

- 1920年（大正9年）に日本毛織を率いる川西清兵衛が創設した川西機械製作所を起源に持つ（現・神戸工場の1区画にて操業開始）。同社で真空管や通信機器等の生産を担当していた部門がルーツとなっている。
- 1949年（昭和24年）- 川西機械製作所の企業再建整備計画（財閥解体によるものでは無い）に伴い、神戸工業株式會社を設立。無線機器、民生用ラジオ・電蓄等を製造。
- 1955年（昭和30年）- トヨタ自動車工業（当時）のクラウン専用カーラジオ、及び市販用カーラジオを発売。
- 1956年（昭和31年）- タクシー用無線機の生産開始。
- 1959年（昭和34年）- カーラジオの全トランジスタ化に成功（日本国内初）
- 1967年（昭和42年）- 生産子会社としてテンオンキョー株式会社（現・デンソーテン 小山工場）設立。8トラック方式カーステレオ発売（日本国内初）
- 1968年（昭和43年）- 神戸工業が、富士通株式会社と合併し、同社で自動車用通信機器部門を担当する「神戸工業部」に移行。富士通は通信工業部、電子工業部と合わせて三工業部制に。
- 1972年（昭和47年）- 10月25日、富士通からラジオ部門が分離・独立し、富士通テン株式会社を設立
- 1973年（昭和48年）‐ トヨタ自動車工業、日本電装（当時）の資本参加を得る。安全ベルト制御および排出ガス制御用電子機器をトヨタ自動車工業に納入開始。
- 1975年（昭和50年）- 生産子会社として中津川テン株式会社（現・デンソーテン 中津川工場）設立。
- 1977年（昭和52年）- 市販向けコンポーネントカーステレオ発売。
- 1978年（昭和53年）- クルーズコントロール用電子機器をトヨタ自動車工業の納入開始。
- 1979年（昭和54年）- 電子同調ラジオおよび録音機能付カーステレオをトヨタ自動車工業に納入開始。
- 1980年（昭和55年）- 市販向けコンポーネント型カーオーディオ「BIYO（バイヨ）シリーズ」、タクシー用AVMシステムを発売
- 1981年（昭和56年）- 電子制御自動変速装置用電子機器をアイシン精機（現・アイシン）に納入開始。
- 1982年（昭和57年）- MCA無線装置発売。車高制御装置をアイシン精機と共同開発。同社に納入開始。
- 1983年（昭和58年）- 世界初の車載CDプレイヤーを発表（トヨタ・クラウンのロイヤルサルーンに設定）。パーソナル無線機を発売。ディーゼル車用プリヒートタイマ、電子制御燃料噴射装置のコントロールユニットをトヨタ自動車に納入開始。
- 1984年（昭和59年）- 盗難防止機器をトヨタ自動車に納入開始。本社工場内にモートロニクス棟建設。
- 1985年（昭和60年）- 車内とのタイアップ設計によるカーオーディオ「ライブサウンドシステム」（トヨタ自動車と共同開発）を発表。
- 1987年（昭和62年）- 中津川テン株式会社を吸収合併。バスロケーションシステム発売。
- 1988年（昭和63年）- 米国市販市場向けにカーオーディオの新シリーズ「ECLIPSE」発売。
- 1989年（平成元年）- 親会社・富士通のCI導入に伴い、ロゴマークを富士通と同じものに変更。本社工場内に技術棟建設。世界初の車載用DSPサウンドプロセッサを開発。カーオーディオの新シリーズ「αシリーズ」発売。
- 1990年（平成2年）- 本社工場内に「音響開発センター」開設。
- 1991年（平成3年）- 最高級カーオーディオ「Sound Monitor」発売。
- 1992年（平成4年）- ABSのコントロールユニットをトヨタ自動車に納入開始。
- 1994年（平成6年）- 富士通テン社会貢献基金設立。世界初、車載用マルチメディアプレーヤ「CAR MARTY」発売。車間距離警報装置「レーザーアラーム」発売。
- 1995年（平成7年）- 阪神・淡路大震災により、本社工場4日間操業停止。日本国内市販市場向けにカーオーディオの新シリーズ「ECLIPSE」発売。
- 1996年（平成8年）- 欧州においてカーオーディオの生産開始。品質保証システムの国際規格ISO9001:1994の認証を取得。
- 1997年（平成9年）- 世界初の1DINサイズ6枚CDチェンジャーをトヨタ自動車に納入開始。また、カーナビゲーションとオーディオビジュアルを2DINサイズに集約した「AVN」発売。タクシー用CTI自動配車システムを発売。環境管理システムの国際規格ISO14001の認証を取得。
- 1998年（平成10年）- 米国ビッグ3（GM、フォード、ダイムラー・クライスラー（当時））が制定している品質管理基準QS-9000の認証を取得。世界最小の60GHz帯自動車用スキャン型ミリ波レーダを開発。カーオーディオ業界で初めて部品調達に電子かんばんの運用を開始。
- 1999年（平成11年）- 世界最小の76GHz帯自動車用スキャン型ミリ波レーダを開発。神戸物流センター開設。
- 2000年（平成12年）- 世界初のDVDナビゲーションとオーディオビジュアルを2DINサイズに集約したDVD-AVNをトヨタ自動車に納入開始。また、「ECLIPSE」をアジアで発売。
- 2002年（平成14年）- 鉛フリーはんだを使用したカーAV製品を市場投入。カーエレクトロニクスメーカーで日本国内初、モートロニクス本部がCMMレベル3評価を達成。
- 2003年（平成15年）- 76GHz帯ミリ波レーダを本田技研工業に納入開始。豊田物流センター開設。
- 2004年（平成16年）-「AVN」を米国・中国にて「ECLIPSE」ブランドで発売。世界初のTV/GPS一体型フィルムアンテナを開発。
- 2005年（平成17年） -「AVN」を欧州にて「ECLIPSE」ブランドで発売。愛知万博の協会企画催事のひとつ「愛・地球メッセージイベント」の「愛・地球セッション」コンサートに協賛
- 2006年（平成18年）- トヨタ紡織株式会社と共同開発した「ヘッドライナースピーカシステム」を自動車用として世界初で発表。「AVN」をオーストラリアにて「ECLIPSE」ブランドで発売。
- 2007年（平成19年）- カーAV製品の生産累計1億台達成（1955年（昭和30年）に神戸工業明石工場（現・富士通 明石工場）にて生産開始して以来）。また、日本国内全グループ会社で環境管理システムの国際規格ISO14001の統合認証を取得。
- 2008年（平成20年）- 車のシートや天井などに設置した18個のスピーカとデジタル信号処理技術により、広い空間の音の響きを再生する「次世代音響空間コントロールシステム」がトヨタ自動車の新型クラウンの「トヨタプレミアムサウンドシステム」に採用。中国四川大地震支援のため義援金1000万円と門前カンパ73万円を日本赤十字社などを通じて寄付。
- 2016年（平成28年）- 資本比率を富士通・デンソー間で交換し（トヨタはそのまま）、デンソー傘下となる前提での協議を開始。9月9日には基本合意した。
- 2017年（平成29年）11月1日 - 株式会社デンソーテンに社名変更。
- 2018年（平成30年）-「次世代プレミアムサウンドシステム」が、トヨタ新型「クラウン」に採用。AI（人工知能）を活用した『タクシー乗車需要予測サービス』を開始。運転席・助手席の同時定位が可能な音響システムをトヨタ自動車と共同開発。

## 主要関係会社

### 日本国内グループ企業
- 株式会社デンソーテンテクノセプタ
- 株式会社デンソーテンスタッフ

### 日本国外グループ企業
- DENSO TEN AMERICA Limited
- TEN TECHNOSEPTA USA, INC.
- DENSO TEN de MEXICO, S.A. de C.V.
- DENSO TEN (THAILAND) COMPANY LIMITED
- 電装天(中国)投資有限公司
- 電装天電子（無錫）有限公司
- 電装天（天津）精密電子有限公司
- 電装天国際貿易(天津)有限公司
- 電装天研究開発(天津)有限公司
- DENSO TEN CORPORATION OF THE PHILIPPINES
- DENSO TEN SOLUTIONS PHILIPPINES, INC.
- DENSO TEN ESPAÑA, S. A.
- DENSO TEN UNO MINDA INDIA PRIVATE LIMITED
- UNO MINDA D-TEN INDIA PRIVATE LIMITED

### かつてのグループ企業
- 株式会社デンソーテン販売
- 株式会社デンソーテンサービス
- 株式会社デンソーテンマニュファクチュアリング→2019年4月1日吸収合併
- 株式会社デンソーテンリサーチ→2019年4月1日吸収合併
- 株式会社デンソーテンテクノロジ→2021年4月1日吸収合併

## 環境保全
1992年（平成4年）に「富士通テン地球環境憲章」を制定して以来、グループ各社で環境保全に取り組んでいる。
ISO14001
デンソーテングループでは、日本国内全拠点及び日本国外の生産拠点で国際規格ISO14001を取得している。
グリーン製品開発
環境に配慮した製品づくりの「しくみ」を1995年（平成7年）に確立。製品ごとに設計段階で環境アセスメントを実施し、省エネ・省資源・有害物質排除などで顕著な改善を実現したものを「グリーン製品」として認定。また、2001年（平成13年）から「環境ラベル」の表示制度を導入。
鉛フリーはんだ使用製品
鉛の環境汚染や人体に及ぼす影響を考慮し、2002年（平成14年）に発売したAVNのメイン基板より鉛フリーはんだの採用を開始。2009年（平成21年）7月を目標に全製品に「鉛フリーはんだ」の採用の拡大を目指している。
ゼロエミッション
3R活動（Reduce：発生抑制　Reuse：再使用　Recycle：再利用）に取り組み、国内生産拠点では、単純に焼却または埋め立て処分される廃棄物をゼロにする「ゼロエミッション」を達成している。

## 課外活動

### 社会貢献活動
デンソーテンは、1955年（昭和30年）にカーラジオを自動車メーカーに納入して以来、50年の長きに渡って"音"へのこだわりを大切にしており、富士通テンの理念の下、「音楽を通してコミュニケーションを活発にしたい」との思いから、コンサート主催・協賛といった音楽を通じた活動を中心に、様々な社会貢献活動に取り組んでいる。特に、地元・神戸で開催される各種音楽イベントの支援に力を入れており、中高生ビッグバンドの祭典「ビッグバンドジャズフェスタ」を入場料無料にて開催している。また、会場運営等は富士通テン社員のボランティアグループが行っている。また、豊かな社会づくりの一環としてモータースポーツへの協賛を行っており、世界ラリー選手権に参戦していたTTEのスポンサーであったり、全日本ツーリングカー選手権ではトムスのメインスポンサーとして、また後継のSUPER GTに参戦する土屋エンジニアリングのメインスポンサーとなっている。Jリーグではデンソーグループである事から名古屋グランパスの後援会会員である他、地元神戸に本拠地を持つヴィッセル神戸のオフィシャルスポンサーとなっている。

### 部活動
女子バレーボール部
デンソーテンのバレーボール部の歴史は古く、デンソーテンの前身、神戸工業時代にさかのぼり、50年以上経過している。企業の文化体育活動の一環として活動しており、以前は、全国大会に出場して1〜2回戦で敗退するような状況で、兵庫県では中堅クラスの位置にいた。しかし、2006年（平成18年）に兵庫国体の開催が決定したことから、県内の有望な選手や、高校の強豪校から選手を補強し、兵庫国体に戦力がピークを迎えられるような強化計画が立てられ、その後は、国体や様々な大会で好成績を残している。

## スポンサー番組
- 試験電波番組「美しく正しい音のために」（朝日放送ラジオ）

ABCラジオの開局当初の深夜の放送終了前に行われた機器調整を目的とした番組に当時の神戸工業が協賛スポンサーとして提供していた。
- 「テン・ミュージック・アベニュー」（1960年代ごろ、ラジオ関西）

平日22:05-22:20に生放送された音楽番組で、主に洋楽を中心に放送されていたものであった。
- 「ひとつぶの青春」（1984年～1987年、FM東京）

日曜14:00-14:55。
- 「SOUND CRUISING」（1987年～1994年、FM大阪）

日曜14:00-14:55。

## 備考
- 社名の「テン」は最高・至上を意味する「天」に由来している。川西機械製作所時代から通信機器のブランド名として使用されていた。
- 神戸工業時代には2名のノーベル物理学賞受賞者、江崎玲於奈、赤﨑勇が在籍していた。